# Седов, Вячеслав Михайлович
Вячеслав Михайлович Седов (3 июля 1929 года, пос. Измайлово, Ульяновская область, РСФСР, СССР — 17 сентября 1993 года, Санкт-Петербург) — советский и российский физикохимик, член-корреспондент АН СССР (1981), член-корреспондент РАН (1992).

## Биография
Родился 3 июля 1929 года в пос. Измайлово Ульяновской области.
В 1953 году окончил Московский химико-технологический институт имени Д. И. Менделеева.
С 1954 года работал во Всесоюзном проектном и научно-исследовательском институте комплексной энергетической технологии (сейчас это — АО «АТОМПРОЕКТ», директор института (с 1972 года).
Заведующий кафедрой радиохимических процессов ядерной энергетики в Ленинградском технологическом институте имени Ленсовета, профессор.
В 1981 году избран членом-корреспондентом АН СССР, в 1992 году стал членом-корреспондентом РАН.
Умер 17 сентября 1993 года в Санкт-Петербурге. Похоронен на Серафимовском кладбище Санкт-Петербурга.

## Научная деятельность
Специалист в области ядерных технологий и физической химии внутриконтурных процессов.
Исследовал проблемы дезактивации объектов большой энергетики и других энергоустановок. Разрабатывал технологические основы переработки ядерных отходов. Внёс большой вклад в строительство ЛАЭС. Под его руководством и при его непосредственном участии была разработана и внедрена на первом блоке ЛАЭС уникальная технология химической дезактивации контуров реактора, впервые в отечественной практике внедрена система байпасной очистки теплоносителя, позволившая предотвратить образование коррозионных отложений на тепловыделяющих элементах.
Входил в состав экспертного Совета Высшей аттестационной комиссии по ядерной энергетике, был экспертом МАГАТЭ

## Награды
- Государственная премия СССР в области науки и техники (1979)